# Adiponitril
Adiponitril is een dinitril met als brutoformule C6H8N2. Het is een belangrijk tussenproduct in de productie van het polyamide nylon 6,6.

## Synthese
Adiponitril wordt industrieel geproduceerd door reactie van 1,3-butadieen met blauwzuur:
{\displaystyle \mathrm {2\ C_{4}H_{6}\ +\ 2\ HCN\ \longrightarrow \ C_{6}H_{8}N_{2}} }
Een alternatieve weg is de dimerisatie van acrylonitril door middel van reductieve koppeling:
{\displaystyle \mathrm {2\ C_{2}H_{3}CN\ +\ 2\ e^{-}\ +\ 2\ H^{+}\ \longrightarrow \ C_{6}H_{8}N_{2}} }

## Toepassingen
Vrijwel alle adiponitril wordt gebruikt voor de productie van nylon. Daarvoor wordt adiponitril omgezet (hydrogenering) tot 1,6-hexaandiamine, dat met adipinezuur reageert tot het nylonzout (hexamethyleendiammoniumadipaat), waaruit ten slotte het water wordt onttrokken (polycondensatie) en het polymeer nylon 6,6 (polyhexamethyleenadipamide) bekomen.
Adipinezuur kan ook uit adiponitril verkregen worden door hydrolyse van de nitrilgroepen.